# Cestrinos

Dans la mythologie grecque, Cestrinos est le fils d'Andromaque et d'Hélénos.

## Légende
A la chute de Troie, Hélénos, le seul des fils de Priam à survivre à la guerre, et Andromaque, veuve d'Hector tué sous les murailles de la ville par Achille, échoient lors du partagent du butin au fils d'Achille, Néoptolème. Celui-ci s'unit à Andromaque, dont il a trois fils (Molossos, Piélos et Pergamos). De son côté, Hélénos met son don de divination au service de son nouveau maître et gagne ainsi la confiance de Néoptolème, qui lui laisse à sa mort Andromaque et en fait son héritier pour le royaume d'Épire. 
Cestrinos est le seul enfant de cette union.
Quand Hélénos meurt, c'est pourtant son demi-frère Molossos, qui hérite l'Épire ; il en conçoit un profond dépit. À la tête d'un groupe d'Épirotes, il conquiert la partie du pays au nord de la rivière Thiamis, qui prend alors le nom de Cestriné (en), avec pour capitale Cestria,.
Selon une autre tradition, Cestrinos fut un des premiers roi du Bosphore, identifié au roi Genger[réf. nécessaire].